# Macapta rubrescens
Macapta rubrescens là một loài bướm đêm trong họ Noctuidae.